# Silnice II/635
Silnice II/635 je úsek bývalé státní silnice č. 35 vedoucí z Olomouce do Mohelnice. Tvoří doprovodnou komunikaci k dálnici D35, která tuto silnici nahradila. Délka silnice je 32,7 km.
V úseku Unčovice - Litovel silnice tvoří peáž se silnicí II/449.
V souvislosti s výstavbou dálnice D35 a silnice pro motorová vozidla I/35 se počítá, že většina délky stávající silnice I/35 se stane silnicí II/635, a to v úseku Turnov - Hradec Králové - Mohelnice - Olomouc. Se svou délkou cca 217 km by se měla stát nejdelší silnicí II. třídy v ČR.